# Pyrsarcha
Pyrsarcha là một chi bướm đêm thuộc phân họ Tortricinae của họ Tortricidae.

## Các loài
- Pyrsarcha hypsicrates Meyrick, 1932